# Ізабелін (гміна Клечев)
Ізабелін (пол. Izabelin) — село в Польщі, у гміні Клечев Конінського повіту Великопольського воєводства.
Населення — 94 особи (2011).
У 1975-1998 роках село належало до Конінського воєводства.

## Демографія
Демографічна структура станом на 31 березня 2011 року:
|          | Загалом | Допрацездатний вік | Працездатний вік | Постпрацездатний вік |
| -------- | ------- | ------------------ | ---------------- | -------------------- |
| Чоловіки | 49      | 10                 | 32               | 7                    |
| Жінки    | 45      | 11                 | 25               | 9                    |
| Разом    | 94      | 21                 | 57               | 16                   |